# اعتلال بيضاء الدماغ المنتشر الوراثي مع الأجسام شبه الكروية
اعتلال بيضاء الدماغ المنتشر الوراثي مع الأجسام شبه الكروية (HDLS) هو اضطراب جسمي سائد نادر يبدأ عند البالغين يتميز بتنكس المادة البيضاء الدماغية مع إزالة الميالين والأجسام الكروية المحورية ما يؤدي إلى ضعف إدراكي وحركي تدريجي. الأجسام شبه الكروية عبارة عن انتفاخات محورية مع غمد ميالين متقطع أو غائب. يُعتقد أن المرض ينشأ من خلل وظيفي أولي في الخلايا الدبقية الصغيرة يؤدي إلى اضطراب ثانوي في سلامة المحور العصبي وتلفه لاحقًا، والأجسام الكروية المحورية البؤرية التي تؤدي إلى إزالة الميالين. تشبه الأجسام شبه الكروية في HDLS إلى حد ما تلك الناتجة عن الإجهاد في إصابة الرأس المغلقة مع تلف المحاور، ما يتسبب في انتفاخها بسبب انسداد النقل المحوري. بالإضافة إلى الصدمات، يمكن العثور على الأجسام شبه الكروية المحورية في الشيخوخة الدماغية والسكتة الدماغية والأمراض التنكسية الأخرى. في HDLS، من غير المؤكد ما إذا كانت إزالة الميالين تحدث قبل الأجسام شبه الكروية المحورية أو ما الذي يسبب التنكس العصبي بعد نمو الدماغ والمادة البيضاء بشكل طبيعي، على الرغم من أن العيوب الوراثية تشير إلى أن إزالة الميالين وأمراض المحور العصبي قد يكونان ثانويين لخلل وظيفي في الخلايا الدبقية. المتلازمة السريرية لدى مرضى HDLS ليست محددة ويمكن الخلط بينها وبين مرض الزهايمر أو الخرف الجبهي الصدغي أو مرض باركنسون اللانمطي أو التصلب المتعدد أو التنكس القشري القاعدي.

## الأعراض
مع ظهور أعراض تغيرات الشخصية، والتغيرات السلوكية، والخرف، والاكتئاب، والصرع، شخص HDLS بشكل خاطئ لعدد من الأمراض الأخرى. الخرف أو التغيرات السلوكية الجبهية الصدغية -على سبيل المثال- عادة ما توجه بعض الأطباء إلى التفكير بالخطأ في التشخيصات مثل مرض الزهايمر أو الخرف الجبهي الصدغي أو مرض باركنسون اللانمطي. أدى وجود تغيرات في المادة البيضاء إلى التشخيص الخاطئ لمرض التصلب المتعدد. يظهر HDLS بشكل شائع مع أعراض عصبية نفسية، ويتطور إلى الخرف، وتظهر خللًا حركيًا بعد بضع سنوات. في النهاية، يصبح المرضى مقيدون بالكراسي المتحركة أو طريحي الفراش.
يرتبط تنكس المادة البيضاء بتشخيصات تفريقية من حالات حثل المادة البيضاء الأخرى عند البالغين مثل حثل المادة البيضاء متبدل اللون (MLD)، ومرض كرابييه (حثل المادة البيضاء للخلايا الكروية)، وحثل الغدة الكظرية المرتبط بالكروم (X (X-ADL.